# Baron Thurlow

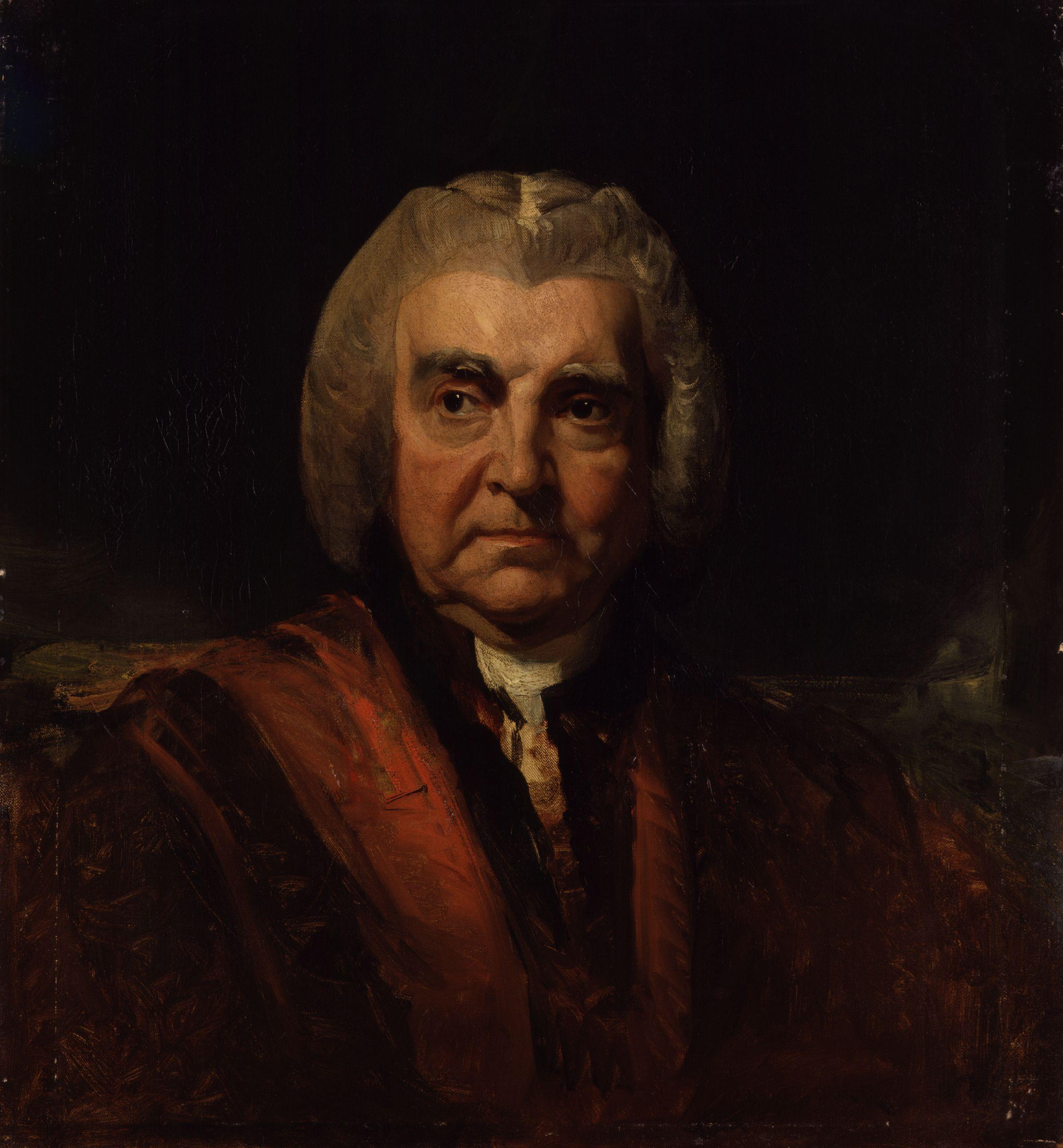
Edward Thurlow, 1. Baron Thurlow

Baron Thurlow ist ein erblicher britischer Adelstitel, der zweimal in der Peerage of Great Britain verliehen wurde.

## Verleihungen
Erstmals wurde am 3. Juni 1778 der Titel Baron Thurlow, of Ashfield in the County of Suffolk, für den Unterhausabgeordneten und Attorney General Edward Thurlow geschaffen, anlässlich seiner Ernennung zum Lordkanzler.
Da Lord Thurlow beim Ausscheiden aus dem Amt des Lordkanzlers unverheiratet und kinderlos war, wurde ihm am 11. Juni 1792 in zweiter Verleihung der Titel Baron Thurlow, of Thurlow in the County of Suffolk, verliehen, diesmals mit dem besonderen Zusatz, dass der Titel in Ermangelung eigener männlicher Nachkommen auch an die beiden Söhne seines 1791 verstorbenen Bruders Thomas Thurlow, Fürstbischof von Durham, nämlich Edward Thurlow (1781–1829) und Rev. Thomas Thurlow (1788–1874), sowie deren männliche Nachkommen, sowie danach an den Sohn seines 1792 verstorbenen Bruders John Thurlow, Rev. Edward South Thurlow († 1847) und dessen männliche Nachkommen vererbbar sei. Entsprechend fiel der Baronstitel von 1792 beim Tod des 1. Barons am 12. September 1806 an seinen Neffen Edward Thurlow, während der Baronstitel von 1778 erlosch.
Heutiger Titelinhaber ist seit 2013 dessen Ur-ur-urenkel Roualeyn Hovell-Thurlow-Cumming-Bruce als 9. Baron.

## Liste der Barone Thurlow

### Barone Thurlow, erste Verleihung (1778)
- Edward Thurlow, 1. Baron Thurlow (1731–1806)

### Barone Thurlow, zweite Verleihung (1792)
- Edward Thurlow, 1. Baron Thurlow (1731–1806)
- Edward Hovell-Thurlow, 2. Baron Thurlow (1781–1829)
- Edward Hovell-Thurlow, 3. Baron Thurlow (1814–1857)
- Edward Hovell-Thurlow, 4. Baron Thurlow (1837–1874)
- Thomas Hovell-Thurlow-Cumming-Bruce, 5. Baron Thurlow (1838–1916)
- Charles Hovell-Thurlow-Cumming-Bruce, 6. Baron Thurlow (1869–1952)
- Henry Hovell-Thurlow-Cumming-Bruce, 7. Baron Thurlow (1910–1971)
- Francis Hovell-Thurlow-Cumming-Bruce, 8. Baron Thurlow (1912–2013)
- Roualeyn Hovell-Thurlow-Cumming-Bruce, 9. Baron Thurlow (* 1952)

Voraussichtlicher Titelerbe (Heir apparent) ist der Sohn des aktuellen Titelinhabers, Hon. Nicholas Hovell-Thurlow-Cumming-Bruce (* 1986).